# إدغار غراهام
إدغار غراهام (بالإنجليزية: Edgar Graham)‏ هو سياسي بريطاني، ولد في 1954 في أيرلندا الشمالية في المملكة المتحدة، وتوفي في 7 ديسمبر 1983 في بلفاست في المملكة المتحدة. حزبياً، نشط في حزب ألستر الوحدوي. في انتخابات الجمعية التشريعية لأيرلندا الشمالية 1982 ‏، انتخب عضو الجمعية التشريعية لأيرلندا الشمالية 1982-1986 ‏ وقد انضم خلال فترته النيابية ‏ ( – 7 ديسمبر 1983)  للكتلة البرلمانية حزب ألستر الوحدوي وانتخب Northern Ireland Assembly (1982) ‏.